# Juan Plito
Juan Plito (en griego: Ἰωάννης Πλύτος) fue un gobernador provincial del Imperio de Tesalónica durante el reinado de Teodoro Comneno Ducas.
Plito sirvió como gobernador (dux) de Krujë, donde su amigo, Gregorio Kamonas, había gobernado hacia 1215, de Ohrid y de Veria. Más tarde fue ascendido al rango de panhipersebasto y designado como mesazón (primer ministro) de Teodoro.